# Jessie White Mario
Jessie White Mario (ur. 9 maja 1832 w Portsmouth, zm. 5 marca 1906 we Florencji) – brytyjska pielęgniarka, pisarka i dziennikarka.
Jessie White Mario była córką Thomasa White i Jane Teage Mariton. Studiowała filozofię na Sorbonie w Paryżu w latach 1852 i 1854 roku. Podczas wojny pracowała jako pielęgniarka opiekując się rannymi żołnierzami.
Była głównie dziennikarką i pisarką napisała wiele książek, w tym biografię o Giuseppe Garibaldi. Zmarła mając 73 lata, uroczystość pogrzebowa odbyła się w jej mieszkaniu. Jej prochy zostały pochowane na cmentarzu w Lendinara na południe od Wenecji.